# ديك لاسي
ديك لاسي (بالإنجليزية: Dick Lasse)‏ هو لاعب كرة قدم أمريكية أمريكي، ولد في 13 نوفمبر 1935 في كوينسي في الولايات المتحدة.

## وصلات خارجية
- ديك لاسي على موقع مرجع كرة القدم المحترفة.كوم (الإنجليزية)
- ديك لاسي على موقع كلية كرة القدم في سبورتس رفرنس.كوم (الإنجليزية)